# Мир (кимберлитовая трубка)
Кимберли́товая тру́бка «Ми́р» — коренное месторождение алмазов, открытое в 1955 году. Данное месторождение алмазов стало вторым коренным месторождением алмазов в Якутии после открытия в 1954 году первой в Советском Союзе кимберлитовой трубки «Зарница» геологами Н. Н. Сарсадских и Л. А. Попугаевой, но первой начала разрабатываться трубка «Мир». Месторождение разрабатывалось вначале открытым способом, по мере углубления карьера разработка постепенно перешла на подземный способ добычи. Карьер имеет глубину 735 м и диаметр 1,4 км. Добыча алмазоносной кимберлитовой руды открытым способом прекращена в июне 2001 года. С 2009 года добыча велась только на подземном руднике «Мир», но из-за техногенной катастрофы в августе 2017 года рудник и карьер были затоплены — в результате добыча алмазов остановлена.

## История открытия
Кимберлитовая трубка была открыта 13 июня 1955 года по прогнозной карте, составленной геологом Н. В. Кинд, геологами Амакинской экспедиции Ю. И. Хабардиным, Е. Н. Елагиной и В. П. Авдеенко. Знаменитая радиограмма, переданная ими руководству экспедиции об обнаружении кимберлита, была кодированной, с отсылкой к культурному термину «трубка мира»:

Закурили трубку мира, табак хороший. Авдеенко, Елагина, Хабардин.
— Радиограмма об открытии алмазной трубки «Мир». 13 июня 1955 г.
За открытие трубки «Мир» Ю. И. Хабардин удостоен Ленинской премии, Е. Н. Елагина была награждена почётной грамотой и дипломом «Первооткрыватель месторождения», а также стала почётным гражданином Мирного.

## Геологическое строение
Трубка «Мир» находится в Мало-Ботуобинском алмазоносном районе. Кимберлитовая трубка «Мир» представляет собой крутопадающее трубообразное тело, до глубины 300 м (отметка +30 м) — конусообразное. Площадь поперечного сечения рудного тела уменьшается с глубиной и на глубине 900 м переходит в даечное тело. Трубка сложена кимберлитовыми породами, образовавшимися в результате трёхфазного внедрения кимберлитовой магмы. Породы разных фаз мало отличаются по составу, физико-механическим свойствам и алмазоносности.
Газоносность, битуминозность и нефтеносность сильно пористых слоёв, вмещающих карбонатные породы и, в меньшей степени, кимберлиты, обусловила отнесение подземного рудника к опасным по газонефтепроявлениям. В связи с этим, проходка подземных выработок в мощных карбонатных пластах осуществляется после обуривания массива пород перед забоем выработок опережающими дегазационными скважинами.

## Добыча алмазов

### Разработка в карьере
В 1957 году началась добыча алмазов открытым способом, продолжавшаяся 44 года (до июня 2001 года). Рядом с карьером образовался посёлок Мирный, ставший центром советской алмазодобывающей промышленности.
23 декабря 1980 года в карьере «Мир» был добыт крупный ювелирный алмаз весом 342,57 карата, названный в 1981 году в честь предстоящего XXVI съезда КПСС.
В последние годы разработки карьерные грузовики «накручивали» по спиралевидной дороге 8 км от дна до поверхности.
В ходе своей работы карьер 3 раза реконструировался, были созданы уникальная тампонажная завеса, предотвращавшая поступление агрессивных рассолов из метегеро-ичерского водоносного комплекса, а также система водоотлива 32 250 м³ воды в сутки (около 1 млн м³ в месяц).
За годы разработки открытым (карьерным) способом из месторождения добыто алмазов, по неофициальным данным, на 17 млрд долларов США, вывезено около 350 млн м³ породы.

### Разработка в руднике
Геологическая разведка показала, что глубина залегания алмазов превышает километр, поэтому компания «Алроса», разрабатывающая месторождение, начала строительство на месторождении подземного рудника. Для строительства подземного рудника и будущей безопасной отработки верхних подземных горизонтов дно законсервированного карьера было засыпано специальным предохранительным слоем породы. Эта «подушка», или «целик», не поддаётся разрывным давлениям, её толщина — 45 метров.
Из кимберлитовой трубки горняки планировали добывать подземным способом алмазосодержащую руду в течение 34 лет. Рудник, первая очередь которого была введена в строй в 2009 году (7 марта 2002 года была начата проходка клетевого ствола рудника, в августе 2003 года — скипового), имел проектную мощность один миллион тонн руды в год.
9 октября 2012 года на руднике «Мир» произошёл обвал. Обвалился закладочный материал площадью 20 метров. На момент аварии на руднике находилось 110 человек. В результате обвала погиб 1 человек. 109 работников шахты самостоятельно вышли на поверхность.
15 апреля 2013 года на руднике «Мир» произошёл обвал породы и один человек погиб.
4 августа 2017 года на шахте произошёл прорыв воды из метегеро-ичерского водоносного комплекса, который был вскрыт ещё при отработке руды карьером. В шахте находились 151 человек. Оперативно были эвакуированы 142 горняка, ещё одного спасли на следующий день. Поиски оставшихся в выработке восьми человек безрезультатно продолжались около трёх недель, затем были прекращены.
Рудник был законсервирован.
В 2023 году начались проектные работы по строительству самого крупного алмазодобывающего объекта в мире — нового подземного рудника «Мир-глубокий». Начало активной фазы строительных работ было намечено на 2024 год.

## Мирнинский ГОК
Мирнинский горно-обогатительный комбинат является старейшим предприятием компании АЛРОСА. Он находится в городе Мирный и был основан в 1957 году в связи с началом освоения месторождения кимберлитовой трубки «Мир». В настоящее время ГОК разрабатывает подземным способом коренные месторождения трубок «Мир» и «Интернациональная», а также ряд россыпных месторождений. Руда, поступающая со всех добывающих предприятий ГОКа, проходит обогащение на фабрике № 3, проектная мощность которой составляет 2 миллиона тонн руды в год.

## Структура и характеристики производственных объектов

### Подземный рудник «Мир»
Рудник «Мир» стал не менее уникальным, чем работавший на месторождении до 2001 года карьер. Ввод в эксплуатацию подземного рудника начат в 2009 году. Мощность рудника «Мир» составляла 1 миллион тонн руды в год. В 2014 году рудник добыл 1,463 миллиона карат алмазов. Горные работы велись с использованием механизированной слоевой системы разработки с закладкой выработанного пространства. Отбойку руды осуществляли комбайны, погрузочно-доставочные машины выполняли погрузку и доставку руды от добычных участков до одного из двух рудоспусков, обеспечивающих перепуск руды на другой транспортный горизонт.

### Дражный флот
Особенностью комбината является единственный в РФ и в компании АЛРОСА дражный алмазный флот, представленный тремя драгами. Эти плавучие комплексы перемещаются по руслу реки Ирелях, поднимая с речного дна тонны алмазоносных песков, проводя их первичное обогащение.

## Статистика
|                   | 2008 | 2009  | 2010 | 2011  | 2012 | 2013 | 2014 | 2015 | 2016 | 2017 |
| ----------------- | ---- | ----- | ---- | ----- | ---- | ---- | ---- | ---- | ---- | ---- |
| Алмазы, млн карат | —    | ▲0,29 | ▲1,1 | ▲1,35 | ▲1,9 | ▲2,3 | ▼1,7 | ▲2,7 | ▲3,4 | —    |

## Топографические карты
Лист карты P-49-XVII,XVIII. Масштаб: 1 : 200 000. Указать дату выпуска/состояния местности.